# Ashley Lawrence
Ashley Elizabeth Lawrence (Toronto, Ontario, 1995. június 11. –) olimpiai bajnok kanadai labdarúgó-középpályás. Jelenleg a francia Paris Saint-Germain játékosa.

## Sikerei

### Klubcsapatokban
Francia bajnok (1):
- Paris Saint-Germain (1): 2020–2021

Francia kupagyőztes (1):
- Paris Saint-Germain (1): 2018

Francia bajnoki ezüstérmes (1):
- Paris Saint-Germain (3): 2017–2018, 2018–2019, 2019–2020

Bajnokok Ligája döntős (1):
- Paris Saint-Germain (1): 2016–17

### A válogatottban
- Olimpiai bajnok (1): 2020[2]
- Olimpiai bronzérmes: 2016
- Algarve-kupa aranyérmes: 2016
- Algarve-kupa ezüstérmes: 2017
- Algarve-kupa bronzérmes: 2019[3]
- Ciprus-kupa ezüstérmes (2): 2013,[4] 2015[5]

## Statisztikái
2020. október 24-ig bezárólag
| Klub                | Bajnokság         | Szezon            | Bajnokság | Bajnokság | Kupa  | Kupa | Nemzetközi | Nemzetközi | Össz. | Össz. |
| Klub                | Bajnokság         | Szezon            | Mérk.     | Gól       | Mérk. | Gól  | Mérk.      | Gól        | Mérk. | Gól   |
| ------------------- | ----------------- | ----------------- | --------- | --------- | ----- | ---- | ---------- | ---------- | ----- | ----- |
| Paris Saint-Germain | D1 Féminine       | 2016–17           | 11        | 1         | 5     | 0    | 5          | 0          | 21    | 1     |
| Paris Saint-Germain | D1 Féminine       | 2017–18           | 21        | 0         | 5     | 0    | 0          | 0          | 26    | 0     |
| Paris Saint-Germain | D1 Féminine       | 2018–19           | 14        | 2         | 2     | 0    | 4          | 0          | 20    | 2     |
| Paris Saint-Germain | D1 Féminine       | 2019–20           | 9         | 3         | 3     | 1    | 6          | 0          | 18    | 4     |
| Paris Saint-Germain | D1 Féminine       | 2020–21           | 20        | 0         | 1     | 0    | 0          | 0          | 6     | 0     |
| Paris Saint-Germain | Összesen:         | Összesen:         | 75        | 6         | 16    | 1    | 15         | 0          | 106   | 7     |
| Karrier összesen:   | Karrier összesen: | Karrier összesen: | 75        | 6         | 16    | 1    | 15         | 0          | 106   | 7     |